# الدوري السعودي الممتاز 1981–82
الدوري السعودي الممتاز 1981–1982 هي النسخة السادسة من الدوري السعودي الممتاز. تم دمج كل من الدوري السعودي الممتاز ودوري الدرجة الأولى بسبب كثرة المباريات على المنتخب الوطني حيث كان يخوض تصفيات كأس العالم 1982 ويسمى بالدوري المشترك. شارك بهذه النسخة عشرين نادي ولعبت بنظام المربع الذهبي، وظفر الاتحاد بلقب البطولة للمرة الأولى بتاريخه .
شهد هذا الموسم هبوط عشرة أندية وهي كالتالي:
- الكوكب
- الرياض
- الوحدة
- الخليج
- عكاظ
- الطائي
- الأنصار
- الجبلين
- ضمك
- التعاون

## نظام البطولة
تقسم الأندية العشرين المشاركة هذا الموسم إلى مجموعتين (أ، ب)، بطل ووصيف كل مجموعة يتأهلون إلى المربع الذهبي (نصف النهائي) ليتم تحديد البطل، وأصحاب الترتيب من 6 إلى 10 في كل مجموعة يتم تهبيطهم إلى الدرجة الأولى. أما أصحاب الترتيب من 1 إلى 5 في كل مجموعة سوف يلعبون في دوري الدرجة الممتازة في الموسم الذي يليه.

## الملاعب والمواقع
| النادي   | المكان          | الملعب                             |
| -------- | --------------- | ---------------------------------- |
| الأهلي   | جدة             | ملعب الأمير عبد الله الفيصل        |
| الأنصار  | المدينة المنورة | ملعب الأمير محمد بن عبد العزيز     |
| الاتفاق  | الدمام          | ملعب الأمير محمد بن فهد            |
| الهلال   | الرياض          | ملعب الأمير فيصل بن فهد            |
| الكوكب   | الخرج           | غير معروف                          |
| الاتحاد  | جدة             | ملعب الأمير عبد الله الفيصل        |
| الجبلين  | حائل            | ملعب الأمير عبد العزيز بن مساعد    |
| الخليج   | سيهات           | ملعب نادي الخليج                   |
| النهضة   | الخبر           | ملعب الأمير سعود بن جلوي           |
| النصر    | الرياض          | ملعب الأمير فيصل بن فهد            |
| أحد      | المدينة المنورة | ملعب الأمير محمد بن عبد العزيز     |
| القادسية | الخبر           | ملعب الأمير سعود بن جلوي           |
| الرياض   | الرياض          | ملعب الأمير فيصل بن فهد            |
| الشباب   | الرياض          | ملعب الأمير فيصل بن فهد            |
| الطائي   | حائل            | ملعب الأمير عبد العزيز بن مساعد    |
| التعاون  | بريدة           | ملعب مدينة الملك عبد الله الرياضية |
| الوحدة   | مكة             | ملعب الملك عبد العزيز              |
| الروضة   | الجشة           | غير معروف                          |
| ضمك      | خميس مشيط       | ملعب نادي ضمك                      |
| عكاظ     | الطائف          | غير معروف                          |

## جدول الترتيب

### المجموعة أ
| الترتيب | النادي   | لعب | النقاط |
| ------- | -------- | --- | ------ |
| 1       | الشباب   | 18  | 28     |
| 2       | النصر    | 18  | 27     |
| 3       | الاتفاق  | 18  | 26     |
| 4       | أحد      | 18  | 22     |
| 5       | القادسية | 18  | 18     |
| 6       | الكوكب   | 18  | 17     |
| 7       | الرياض   | 18  | 15     |
| 8       | الوحدة   | 18  | 15     |
| 9       | الخليج   | 18  | 10     |
| 10      | عكاظ     | 18  | 2      |

### المجموعة ب
| الترتيب | النادي  | لعب | النقاط |
| ------- | ------- | --- | ------ |
| 1       | الاتحاد | 18  | 29     |
| 2       | الهلال  | 18  | 24     |
| 3       | النهضة  | 18  | 24     |
| 4       | الأهلي  | 18  | 21     |
| 5       | الروضة  | 18  | 19     |
| 6       | الطائي  | 18  | 18     |
| 7       | الأنصار | 18  | 15     |
| 8       | الجبلين | 18  | 11     |
| 9       | ضمك     | 18  | 11     |
| 10      | التعاون | 18  | 8      |

## المربع الذهبي (الأدوار النهائية)

### نصف النهائي
| الاتحاد | 1–0 | النصر |
| ------- | --- | ----- |
|         |     |       |

| الشباب | 2–0 | الهلال |
| ------ | --- | ------ |
|        |     |        |

### مباراة تحديد المركز الثالث
| النصر | 1–3 | الهلال |
| ----- | --- | ------ |
|       |     |        |

### النهائي
| الشباب | 0–1 | الاتحاد |
| ------ | --- | ------- |
|        |     |         |